# Rapstar
«Rapstar» (estilizado en mayúsculas) es una canción de rapero estadounidense Polo G. Fue lanzado a través de Columbia Records como el tercer sencillo de su tercer álbum de estudio Hall of Fame, el 9 de abril de 2021. La canción fue producida por Synco, con la estrella de las redes sociales Einer Bankz interpretando el ukelele. En la canción, Polo G armoniza sobre su creciente estrellato, la desventaja de la fama y las recompensas de la misma. El sencillo fue bien recibido por la crítica y se convirtió en el primer éxito número uno de Polo G en el Billboard Hot 100.

## Antecedentes y composición
"Rapstar" fue vista por primera vez casi un año antes de su lanzamiento, el 25 de mayo de 2020, en un video de YouTube donde Polo G y el coproductor de la canción, Einer Bankz, interpretan una versión acústica de la canción, con Bankz tocando su ukelele característico. La canción se anunció oficialmente solo dos días antes de su lanzamiento, con Polo publicando un adelanto del video musical en sus redes sociales.
La canción presenta un bucle de cuerda de arpegio "valiente"  sobre el ritmo del trap basado en el ukelele impulsado por la guitarra. Líricamente, ve a Polo ahondando en los altibajos de su fama, mientras rapea "Todos los días una batalla, estoy exhausto y cansado". Entre esas oscuras reflexiones, se jacta de su éxito profesional, su destreza sexual, sus características "impresionantes" en las canciones, la riqueza y las mujeres con las que está involucrado. También alude en gran medida a su época de crecimiento en el lado norte de Chicago. El primer verso aparentemente aborda su batalla con la ansiedad y el uso de drogas, ya que se refiere a su uso de "píldoras", y cómo se siente triste, "cuando está solo, mis ojos llorosos". El segundo verso lo muestra más "acalorado", ya que habla de poner sus calles primero y de "homicidios". Adam Schofield, de Pie Radio, resumió: "Vemos que Tauro tiene dos lados muy diferentes; un joven solitario y angustiado, y un gángster violento; te hace preguntarte cómo rapear sobre las armas y la tristeza funcionan tan bien juntos".

## Recepción crítica
Jason Lipshutz de Billboard lo nombró entre las emisiones esenciales de la semana, declarando: "Polo G sigue siendo uno de los narradores más fuertes de hip-hop moderno, e incluso cuando su para contar el dinero no puede proporcionar una sensación de paz, los resultados son a menudo cautivador para sus oyentes ".
Chris DeVille, de Stereogum, dijo que la canción "es como una versión de súper alta resolución del sonido característico de Polo G", y opinó que "continúa la tradición de Polo G de sonar vagamente triunfante incluso cuando desentraña su depresión y trauma. Es una combinación extraña, pero lo logra ".
Del mismo modo, Alex Zidel de Hot New Hip Hop dijo que Polo está "de vuelta al mismo estilo que conocemos y por el que lo amamos", y agregó que "continúa su prolífica carrera con el lanzamiento de 'Rapstar'", y Zidel lo considera un punto culminante del material recientemente lanzado de Polo.
Wongo Okon de Uproxx compartió el sentimiento, afirmando que "El nativo de Chicago ha lanzado un sinnúmero de canciones que han demostrado su estancia en el juego del rap estará lejos de temporal. El rapero continúa su carrera con su último single, 'Rapstar'".
Adam Schofield de Pie Radio dijo: "¡Bankz tocando de manera impresionante el ukelele mezclado con la voz angelical de Polo G puede ser nuestra nueva cosa favorita!".
Devon Jefferson de HipHopDX llamó a la canción un "golpe de flexión pesado", ya que "Polo G rapea a través de un aluvión de golpes implacables y un gancho de seda".
Andrew Sacher de BrooklynVegan opinó que la canción encuentra a Polo G "explorando su lado melódico con gran efecto".
XXL lo nombró entre la mejor música nueva de la semana.

## Recepción comercial
En su primer día de lanzamiento, la canción alcanzó el número uno tanto en Apple Music  como en  Spotify de Estados Unidos, abriéndose en este último con 2,7 millones de reproducciones, lo que marcó el primer número uno de Polo G en Spotify y un pico de carrera en las transmisiones diarias de canciones.
La canción debutó en el número uno en el Billboard Hot 100, con más de 6,300 ventas y 77,7 millones de reproducciones. La canción se convirtió en el primer sencillo número uno de Polo G en Estados Unidos y en el segundo top 10.

## Video musical
El video musical fue lanzado junto con la canción y fue dirigido por Arrad. La imagen muestra a Polo G mostrando su vida como estrella del rap; pasa por siete escenarios diferentes, mostrando las recompensas y el estilo de vida lujoso que conlleva la fama. Comienza con Einer Bankz tocando su ukelele, después de lo cual se ve a Polo en un concesionario de automóviles, comprando sedanes de lujo de alta gama y BMW para todos sus amigos con una gran bolsa de dinero en efectivo. Graba música y es incluido en un Salón de la Fama del Hip hop ficticio. También muestra amor por su ciudad natal, Chicago, jugando baloncesto con un equipo de los Chicago Bulls. Más tarde se le ve tirado en el suelo después de ser apuñalado por la espalda por su amante. En el video, Polo luce un look que rinde homenaje a 2Pac, que refleja la letra de la canción en la que Polo se declara a sí mismo como la reencarnación de Pac. El video está protagonizado por el hijo de Polo G, Tremani, ya que se ve a los dos uniéndose a través del tiempo de padre e hijo.  Los raperos DDG, Trench Baby y Scorey también hacen cameos.

## Posicionamiento en las listas
| lista (2021)                              | posición |
| ----------------------------------------- | -------- |
| Australia (ARIA)                          | 4        |
| Austria (Ö3 Austria Top 40)               | 14       |
| Bélgica (Flandes) (Ultratop 50)           | 50       |
| Canadá (Canadian Hot 100)                 | 1        |
| República Checa (Singles Digitál Top 100) | 56       |
| Dinamarca (Tracklisten)                   | 3        |
| Finlandia (OFC)                           | 11       |
| Alemania (Offizielle Deutsche Charts)     | 29       |
| (Billboard Global 200)                    | 3        |
| (Billboard Global 200 Excl. U.S)          | 15       |
| Hungría (Stream Top 40)                   | 15       |
| Irlanda (IRMA)                            | 2        |
| Lituania (AGATA)                          | 12       |
| Países Bajos (Mega Single Top 100)        | 23       |
| Nueva Zelanda (Recorded Music NZ)         | 2        |
| Noruega (VG-lista)                        | 4        |
| Portugal (AFP)                            | 18       |
| Eslovaquia (Singles Digitál Top 100)      | 30       |
| Suecia (Sverigetopplistan)                | 5        |
| Suiza (Schweizer Hitparade)               | 14       |
| Reino Unido (UK Singles Chart)            | 3        |
| Reino Unido (UK R&B Chart)                | 1        |
| Estados Unidos (Billboard Hot 100)        | 1        |
| Estados Unidos (Hot R&B/Hip-Hop Songs)    | 1        |
| Estados Unidos (Mainstream Top 40)        | 40       |
| Estados Unidos (Rhythmic)                 | 8        |
| Estados Unidos Rolling Stone Top 100      | 1        |

## Lanzamiento
| Región         | Día                 | Formato(s)                  | Discografía | Ref.   |
| -------------- | ------------------- | --------------------------- | ----------- | ------ |
| Various        | 9 de abril de 2021  | Descarga digital, streaming | Columbia    |        |
| Estados Unidos | 20 de abril de 2021 | Rhythmic contemporary radio | Columbia    | [ 47 ] |
| Estados Unidos | 20 de abril de 2021 | Urban contemporary radio    | Columbia    | [ 48 ] |